# Hadriana dans tous mes rêves
Hadriana dans tous mes rêves est un roman de René Depestre paru le 11 mars 1988 aux éditions Gallimard et ayant reçu le prix Renaudot la même année.

## Résumé

### Premier mouvement
À Jacmel – ville portuaire du sud d’Haïti – au moment du carnaval en janvier 1938, une jeune Française, Hadriana Siloé, va épouser l’Haïtien Hector Danoze. À l’église, au moment de donner son consentement, la mariée est foudroyée par la mort. Sa dépouille est transportée chez ses parents. Dans la soirée, après la retraite aux flambeaux, madame Brévica pratique un rituel vaudou d’expédition. Le lendemain matin sont célébrées les obsèques à l’église, après quoi le corps d’Hadriana est porté en terre.
Mais le lundi suivant, le cadavre de la mariée a disparu. Le préfet dénonce un crime rituel ; le juge d’instruction, sur la foi de deux précédents analogues, pense qu’Hadriana a été zombifiée par empoisonnement.

### Deuxième mouvement
Trente ans plus tard, toute mémoire de la funeste histoire d’Hadriana a disparu de Jacmel qui a sombré dans la désolation. Seul Patrick Altamont, témoin de ces faits terribles, se les remémore, envisageant de les relater dans un livre. Cet essai se proposerait d’expliquer en quoi le zombie est une métaphore de l’esclave africain, un sous-nègre incapable de se révolter et, finalement, un bouc émissaire. Mais Patrick renonce finalement à l’écriture de son livre et préfère chercher à savoir qui a zombifié Hadriana et pourquoi, afin de la sauver. 
Au début des années 1970, alors qu’il donne son cours à l’université de Kingston, Patrick distingue Hadriana parmi les étudiants. Après une nuit d’amour, celle-ci lui remet le manuscrit de son propre récit.

### Troisième mouvement
Hadriana relate très précisément le souvenir de sa mort et des événements qui ont suivi, l’errance de son esprit zombifié par Papa Rosanfer qui voulait faire d’elle une esclave sexuelle, jusqu’au moment de son retour à la vie, rendu possible par la force des souvenirs d’enfance qu’elle a convoqués. Elle conclut en décrivant comment elle a rejoint, bien vivante, la Jamaïque moins d’une semaine après sa « fausse mort ». 

## Analyse

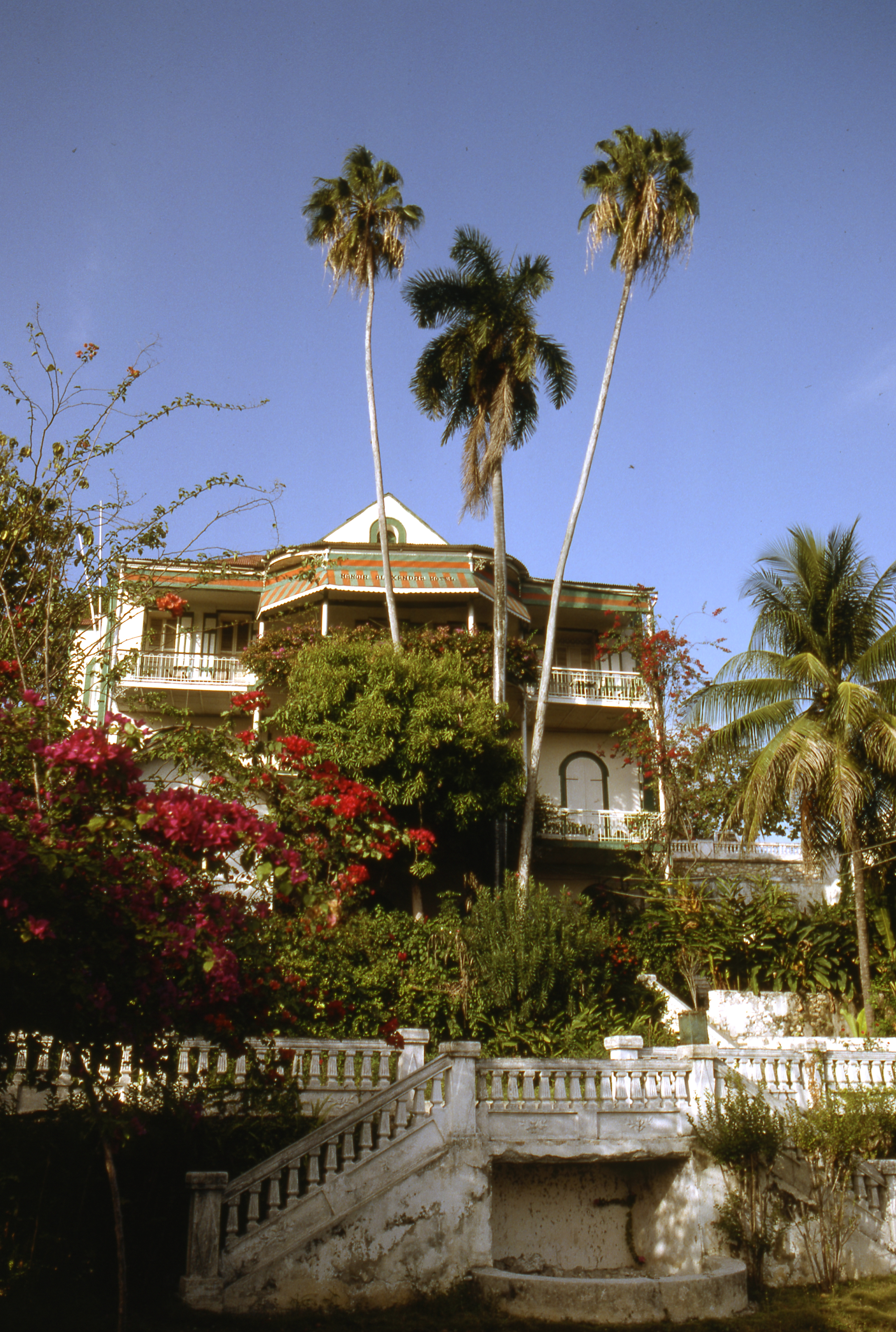
Manoir Alexandra

Le manoir Alexandra a servi de cadre à René Depestre pour son roman. Sauvée du tremblement de terre de 2010 et restaurée depuis, la bâtisse est devenue le Manoir Adriana hôtel.
Hadriana dans tous mes rêves est un exemple topique du roman baroque de la Caraïbe, marqué par un « réel merveilleux » qui fait écho au romanesque – également caribéen – d’Alejo Carpentier et Jacques Stephen Alexis[réf. nécessaire]. La structure du roman repose sur le carnaval et ses fonctions symboliques de mise à mort et régénération du souverain, de préservation de l’ordre cosmique et célébration de la fertilité de la nature et, enfin, d’abolition des hiérarchies sociales comme condition du brassage des individus. Dans cette perspective, le recours à des thèmes tels que l'initiation aux mystères, la zomberie et la magie vaudou, l'érotisme solaire – qui traverse toute l’œuvre de René Depestre – donne à voir toute sa cohérence[non neutre].
Cette construction littéraire permet en définitive de rendre compte des conflits idéologiques et identitaires qui ont marqué la société haïtienne des années 1930, lorsqu’indigénisme et négritude voulaient s’affirmer d’égale importance avec la culture occidentale[réf. nécessaire]. Pour Jérôme Poinsot :

« (...)  René Depestre fait du drame de la zombification de la jeune française Hadriana Siloé un exemple de créolisation et de transculturation : à son éducation française raffinée est venue se mêler la joie de vivre et tout l’imaginaire fantastique des contes et légendes haïtiens (...) »

## Éditions
- Hadriana dans tous mes rêves, éditions Gallimard, 1988,  (ISBN 978-2070712557).